# Hoplojana
Hoplojana é um gênero de mariposa pertencente à família Eupterotidae.

## Espécies
- Hoplojana indecisa Aurivillius, 1901
- Hoplojana politzari Basquin, 2013
- Hoplojana purpurata Wichgraf, 1921
- Hoplojana watsoni (Berger, 1980)
- Hoplojana zernyi Gschwandner, 1923